# Chris Martin
Christopher Anthony John Martin (Exeter, 2 marzo 1977) è un cantautore britannico, frontman del gruppo musicale Coldplay.

## Biografia
Martin è un baritenore, conosciuto per il frequente uso del falsetto. Ha dichiarato in più di un'occasione l'importanza che Thom Yorke, leader dei Radiohead, ha avuto nell'evoluzione non solo del suo stile musicale, ma anche nella maturazione della sua autoconsapevolezza artistica: come il musicista di Oxford, anche Martin proviene da una famiglia benestante, ha imparato a suonare il piano sin da bambino. Bisnipote di William Willett, ha frequentato la scuola pubblica a Sherborne, e poi l'University College di Londra, dove ha guadagnato un primo posto nella British undergraduate degree classification in Ancient World Studies (studi sul mondo antico). Sua madre era un'insegnante e suo padre un ragioniere.

## Vita privata
Il 5 dicembre 2003 ha sposato l'attrice Gwyneth Paltrow, con cui ha avuto due figli: Apple Blythe Alison Martin, nata il 14 maggio 2004 a Londra, e Moses Bruce Anthony Martin, nato l'8 aprile 2006 a New York. La coppia ha annunciato la separazione nel marzo del 2014 per poi divorziare nel 2016. Da ottobre del 2017 fino a maggio del 2025 ha avuto una relazione con l'attrice Dakota Johnson.
Nel 2022 ha dovuto fronteggiare un'infezione polmonare, a causa della quale i Coldplay sono stati costretti a fermarsi per qualche tempo. Nel 2025 ha dichiarato di soffrire di depressione, che cerca di combattere esercitandosi nella scrittura e praticando la meditazione trascendentale.

## Posizioni

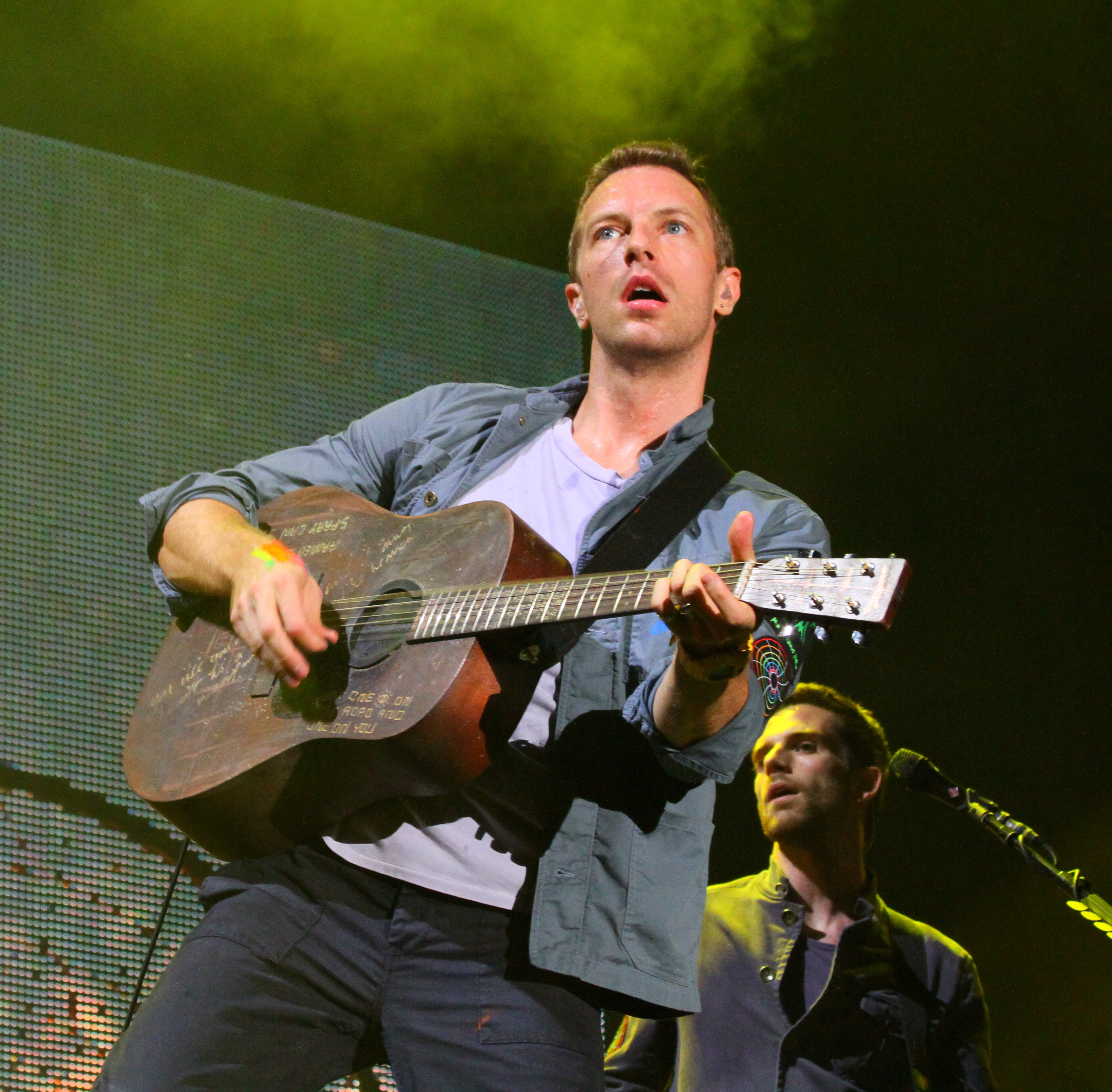
Chris Martin durante un concerto

Martin ha dichiarato pubblicamente il suo interesse per il commercio equo e solidale. Ha fatto moltissimo per la campagna di beneficenza della Make Trade Fair di Oxfam. Si è recato di persona in Ghana e Haiti per studiare gli effetti delle pratiche ingiuste di commercio. Quando si esibisce, ha solitamente scritto in nero sulla mano sinistra "make trade fair". Inoltre la scritta in Codice Baudot di "make trade fair" è visibile, sia nell'album X&Y, sia alle spalle di Martin nel video di Fix You (dal minuto 1.35 al minuto 2.27)
La famiglia Martin è molto legata agli aiuti umanitari e si dice che abbia versato una somma di 50.000 euro per l'UNICEF. Martin inoltre ha espresso alcune sue opinioni in materia politica. È stato critico verso l'operato del Presidente George W. Bush, soprattutto riguardo alla guerra in Iraq del 2003. Inoltre, il cantante ha sostenuto la candidatura di John Kerry per la presidenza del partito democratico statunitense, per lo più durante il suo discorso per i Grammy Awards 2004, per la vittoria del singolo Clocks come disco dell'anno.
È vegetariano ed è stato eletto nel 2005 dalla PETA come vegetariano più sexy dell'anno.
Chris Martin è agnostico. Pur essendosi sposato con Gwyneth Paltrow con rito cristiano, non è sicuro che Dio esista, o almeno che il Dio cristiano sia quello vero. In una intervista dice: «Non so se Dio sia Gesù, Allah, Buddha o Zeus. Sono molto insicuro riguardo a questo. Nel dubbio direi Zeus, comunque».

## Discografia

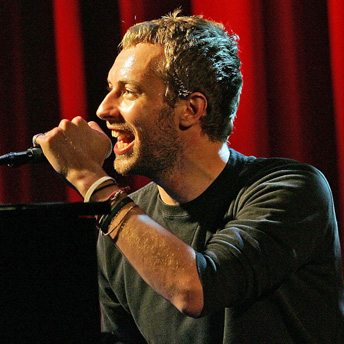
Chris Martin in concerto nel 2005

### Con i Coldplay
- 2000 – Parachutes
- 2002 – A Rush of Blood to the Head
- 2005 – X&Y
- 2008 – Viva la vida or Death and All His Friends
- 2011 – Mylo Xyloto
- 2014 – Ghost Stories
- 2015 – A Head Full of Dreams
- 2019 – Everyday Life
- 2021 – Music of the Spheres
- 2024 – Moon Music

### Collaborazioni
| Anno | Artista           | Titolo                                             | Album                      | Ruolo             |
| ---- | ----------------- | -------------------------------------------------- | -------------------------- | ----------------- |
| 2002 | Faultline         | Where Is My Boy, Your Love Means Everything, Pt. 2 | Your Love Means Everything | Voce              |
| 2002 | Ron Sexsmith      | Gold in Them Hills                                 | Cobblestone Runway         | Voce              |
| 2003 | Ian McCulloch     | Sliding                                            | Slideling                  | Piano, cori       |
| 2003 | Ian McCulloch     | Arthur                                             | Slideling                  | Piano, cori       |
| 2003 | Jamelia           | See It in a Boy's Eyes                             | Thank You                  | Coautore, cori    |
| 2004 | Embrace           | Gravity                                            | Out of Nothing             | Autore            |
| 2004 | The Streets       | A Grand Don't Come for Free                        | Dry Your Eyes              | Coautore, cori    |
| 2004 | Band Aid 20       | Do They Know It's Christmas?                       | —                          | Voce              |
| 2005 | Michael Stipe     | In the Sun                                         | —                          | Voce              |
| 2006 | Nelly Furtado     | All Good Things (Come to an End)                   | Loose                      | Coautore          |
| 2006 | Jay-Z             | Beach Chair                                        | Kingdom Come               | Coautore, voce    |
| 2007 | Swizz Beatz       | Part of the Plan                                   | One Man Band Man           | Voce (campionato) |
| 2007 | Kanye West        | Homecoming                                         | Graduation                 | Coautore, voce    |
| 2009 | Natalie Imbruglia | Want                                               | Come to Life               | Coautore, voce    |
| 2014 | Band Aid 30       | Do They Know It's Christmas? (2014)                | —                          | Voce              |
| 2015 | Avicii            | True Believer                                      | Stories                    | Coautore, voce    |
| 2017 | Dua Lipa          | Homesick                                           | Dua Lipa                   | Piano, voce       |
| 2019 | Avicii            | Heaven                                             | Tim                        | Voce              |